# 돈다역
돈다역(일본어: 富田駅, とんだえき)은 일본 오사카부 다카쓰키시에 있는 한큐 전철 교토 본선의 역이다. 역 번호는 HK-71이다.

## 역사
- 1928년 1월 16일: 신케이한 철도 아와지 ~ 다카쓰키초 역(현, 다카쓰키시 역)간 연장 개통과 동시에 돈다초역으로 영업 개시. 개통 당시에도 대피선이 있었지만 1933년에 철거되었다.
- 1930년 9월 15일: 게이한 전기철도의 합병에 따라, 게이한 전기철도 신케이한 선의 역이 됨.
- 1943년 10월 1일: 회사 합병으로 인하여 게이한신 급행전철(현, 한큐 전철)의 역이 됨.
- 1949년 12월 1일: 신케이한 선이 교토 본선으로 노선명이 변경되어 본 역도 교토 본선의 역이 됨.
- 1957년 7월 1일: 돈다초가 다카쓰키 시에 편입되면서 돈다역으로 역명 변경.
- 1981년 12월 20일: 지하 역사 완성, 사용 개시.
- 1982년 11월 27일: 다카쓰키시 역 고가화 공사에 따라, 당역 교토 방면 승강장에 임시 대피선 설치. 11월 다이어 개정부터 실제로 대피 개시.
- 2013년 12월 21일: 역 번호 도입.

## 역 구조
상대식 승강장 2면 2선의 승강장 사이에 상행선용 통과선 1선이 포함되어, 합계 2면 3선의 지상역이다.
역사는 지하에 있고, 개찰구를 통해서 지상의 승강장에 도달하는 구조이다. 지하와 각 승강장을 연결하는 계단에서 교토 방향은 각 승강장과 함께 폭이 상당히 좁다.
배리어 프리에 대한 대응으로서 2008년 3월에 지하 개찰 내부와 하행(오사카 방면) 승강장, 지하 개찰 외부로 지상(남문)을 각각 연결하는 엘리베이터가, 2009년 2월에는 지하 개찰 내부와 하행(교토 방면) 승강장을 연결하는 엘리베이터가 설치되었다. 북문에는 계단밖에 없는 엘리베이터를 이용하는 데 역전 건널목을 횡단하고 남문으로 들어간다. 또한, 에스컬레이터는 설치되지 않았다.
과거에는 계단의 사용이 곤란한 이용객으로 인하여 승강장으로 직접 연결되는 슬로프식 입구(인터폰으로 역무원을 호출하여 이용)가 있었지만, 엘리베이터 설치에 따라 사용 중단되었다.
또, 상행 승강장의 교토 방향에는 정기권 전용의 무인 출입구가 설치되었다. 당역의 무인 출입구는 1981년에 지하 개찰구가 완성되기까지 일단 구내 건널목을 경유하여 하행 승강장 쪽으로 건너가 다시 건널목을 북쪽으로 건너갈 필요가 있었다. 본 역의 경우에는 오사카 부립 다카쓰키 양호 학교(현, 오사카 부립 다카쓰키 지원 학교) 제복을 착용한 학생과, 마쓰시타 전기 산업, 마쓰시타 전자 공업(현, 파나소닉)의 사장을 착용한 사원용으로 공용되고 있었다. 2001년경 폐지 직전 분기에는 담당자를 배치한 후 아침의 러시아워 때만 이용되고 있다. 현재는 완전히 벽으로 나누어져 통행을 못하게 되었지만 짧은 기둥의 흔적에서 출구의 흔적을 확인할 수 있다.
화장실은 오사카 방면 승강장에만 설치되어 있다. 노후화로 인하여 2007년 3월에 개수되고 다기능 화장실도 병설되었다.

### 승강장
| 북 | ■ 교토 본선 | 상행 | 다카쓰키시・가쓰라・아라시야마・가라스마・교토 방면                |
| 남 | ■ 교토 본선 | 하행 | 오사카 (우메다)・아와지・덴가차야・기타센리・고베・다카라즈카 방면 |

※ 승강장 번호는 설정되지 않았다.

## 역 주변

### 북쪽
- 셋쓰톤다역 - 서일본여객철도(JR 서일본) 도카이도 본선(JR 교토 선)
  - 당역에서 북쪽으로 약 300m, 도보 5분 정도 거리에 있다. 그래서 환승은 쉽지만, 차내 안내 방송에서는 JR과 한큐의 두 회사 모두 안내되지 않는다.
  - 다만, 당역 출구 안내 표지판에는 JR 셋쓰톤다 역의 기재가 있다. 이 밖에도, 환승 검색 소프트웨어로는 두 역의 환승을 권장하는 것도 존재한다.
- 오사카 부립 다카쓰키 지원 학교
- 오사카 부도 127호 셋쓰톤다 정차장선

### 남쪽
- 다카쓰키 시립 돈다 초등학교
- 다카쓰키 시립 돈다 유치원
- 다카쓰키 시립 고데라이케 도서관
- 다카쓰키 돈다 우체국
- 혼쇼지 절(돈다 고보)
- 미와 신사
- 후몬지 절
- 고토부키 양조
- 오사카 부도 133호 도리카이하쓰초톤다 선

## 사진

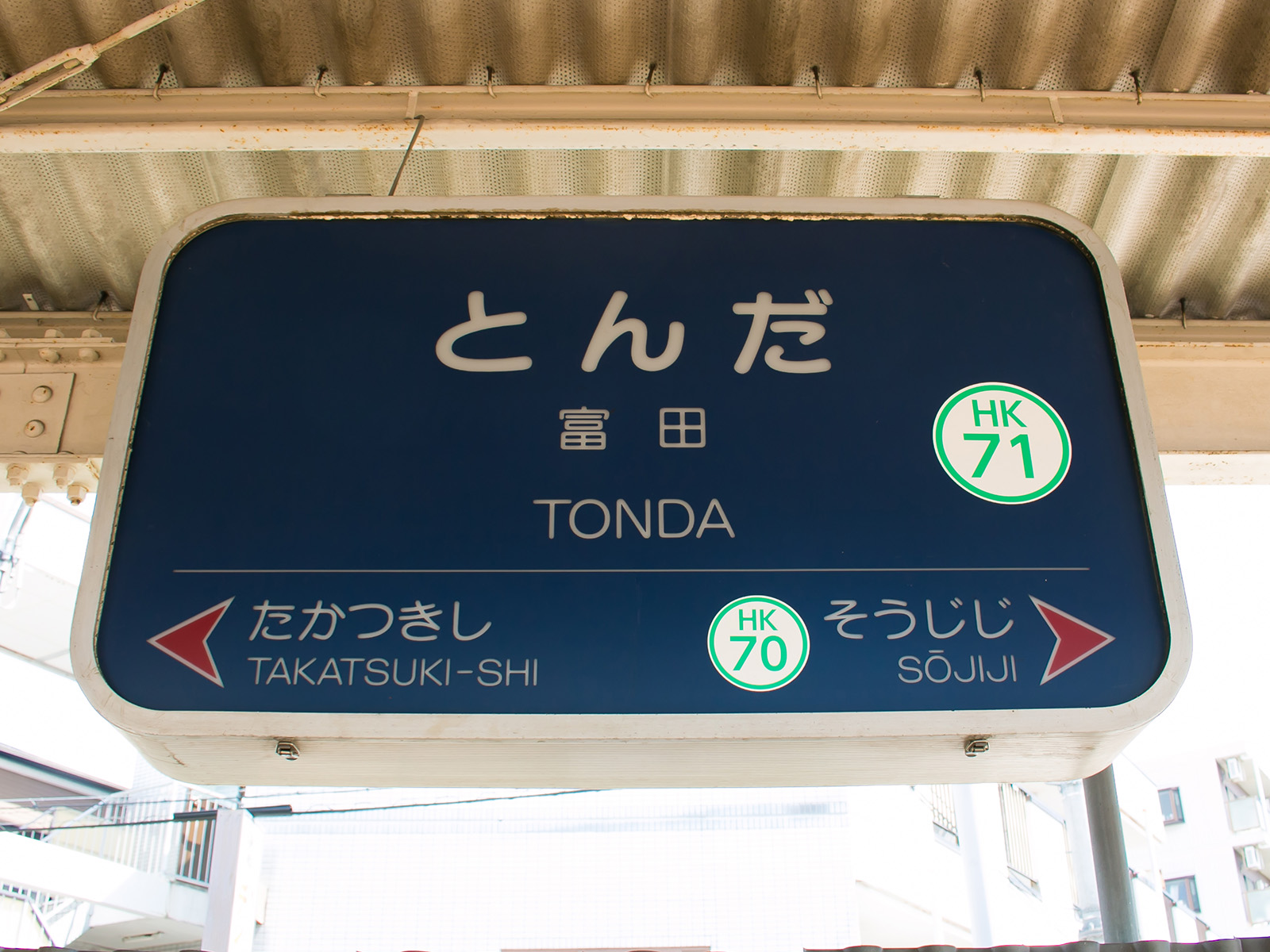
역명판

## 인접역
| 한큐 전철 ■ 교토 본선    | 한큐 전철 ■ 교토 본선 | 한큐 전철 ■ 교토 본선            |
| ------------------------ | --------------------- | -------------------------------- |
| HK-70 소지지 우메다 방면 | ■ 보통                | 다카쓰키시 HK-72 가와라마치 방면 |